# جرايم كاتو
السير غرايم روبرتسون داوسون كاتو، (من مواليد 24 أبريل 1945)، وهو طبيب اسكتلندي كان رئيسًا لاحقًا للجنرال المجلس الطبي حتى أبريل 2009 وهو حاليًا أستاذ فخري للطب في جامعتي لندن وأبردين وكان استشاريًا فخريًا لأمراض الكلى في مؤسستي Guy's and St Thomas' NHS Foundation Trust و Aberdeen Royal Infirmary.

## بداية حياته
ولد غرايم كاتو في أبردين وهو ابن طبيب عام محلي التحق بكلية روبرت جوردون (أبردين ؛ 1950-1963) وأصبح قائد المدرسة وحصل على درع أوتاكي للتلميذ المتميز في الشخصية والقيادة وألعاب القوى، اُقيمت الرحلة المرتبطة إلى نيوزيلندا حيث كان زائرًا رسميًا عن طريق السفينة عبر قناة بنما، حصل بعد عودته إلى المملكة المتحدة على أول منحة طبية لدراسة الطب في جامعة أبردين وفاز بمنحة كارنيجي بجامعة نورث وسترن (شيكاغو) عام 1968 وتخرج MB ChB مع مرتبة الشرف في عام 1969 باعتباره الخريج الأكثر تميزًا لهذا العام.

## مهنة الطب
بعد ذلك بعامين حصل على عضوية الكليات الملكية للأطباء (MRCP UK) نمى اهتمامًا بكل من الطب العام وطب الكلى، أدى البحث في أمراض العظام المرتبطة بالفشل الكلوي إلى الحصول على درجة الدكتوراه في الطب (مع مرتبة الشرف) في عام 1975 وزمالة هاركنيس من صندوق الكومنولث في نيويورك لدراسة الطب في كلية الطب بجامعة هارفارد ومستشفى بيتر بينت بريغهام في بوسطن، أثناء وجوده في الولايات المتحدة أصبح مهتمًا بمناعة زرع الكلى واستمر في نشر المقالات الأصلية في المجلات الطبية كجزء من التزام الزمالة بـ "تجربة أسلوب الحياة الأمريكي"؛ حيث سافر مع زوجته وأطفاله الصغار في جميع أنحاء الولايات المتحدة في عام 1976.
بالعودة إلى أبردين كمحاضر أول في الطب وطبيب استشاري فخري وأخصائي أمراض الكلى، فقد أنشأ غرايم كاتو مجموعة أبحاث كلوية نشطة تدرس مناعة زرع الأعضاء وأمراض العظام الكلوية والمرافق المطلوبة لمرضى الكلى. تخرج بدرجة DSc في عام 1988 وأصبح بمرور الوقت المدير الطبي لمستشفى أبردين الملكي وبروفيسور ثم عميدًا ونائبًا لمدير جامعة أبردين.
أصبح في عام 1996 كبير العلماء في NHS في اسكتلندا وعضوًا في مجلس تمويل التعليم العالي الاسكتلندي ثم رئيس لجنة التعليم في المجلس الطبي العام، أصبح باحثًا في جميع كليات الأطباء الملكية الطبية الثلاث وأصبح كذلك باحثًا في الجمعية الملكية في أدنبرة ومرافق مؤسس لأكاديمية العلوم الطبية وأمين صندوقها الأول، كان رئيسًا لمجلس محافظي كلية روبرت جوردون في أبردين لمدة عقد من عام 1995.
أصبح نائب مدير كلية كينجز كوليدج بلندن وعميدًا لجايز وكلية كينجز كوليدج وكلية الطب وكلية طب الأسنان في مستشفيات سانت توماس، حصل على لقب فارس في عام 2002 لخدمات الطب والتعليم الطبي وأصبح رئيسًا للمجلس الطبي العام؛ حيث كان عليه التعامل مع نتائج استفسار الدكتور هارولد شيبمان ونائب رئيس جامعة لندن في وقت حدوث تغيير كبير، كان عضوًا في هيئة الصحة الاستراتيجية في جنوب شرق لندن وسعى إلى تعزيز التعليم بين المهنيين في مجال الرعاية الصحية. تم تعيينه عضوًا مؤسسًا لهيئة الاعتماد الكاريبي للتعليم في الطب والمهن الصحية الأخرى لمدة أربع سنوات من عام 2004.(CAAM-HP)
في عام 2005 عاد إلى جامعة أبردين لقيادة عملية جمع التبرعات الناجحة لمركز ماثيو هاي وفي هذا الوقت كان أيضًا محافظًا لواحة العلوم والتكنولوجيا في قطر ، تم الاعتراف بعمله من خلال زمالة من King's College London (2005) وزمالات فخرية من الكلية الملكية للممارسين العامين (2000) والكلية الملكية للجراحين في أدنبره (2002) وكلية الطب الصيدلاني (2008) وأكاديمية المعلمين الطبيين (2012) وشهادات فخرية من جامعات أبردين (LLD 2002) وسانت أندروز (DSc 2003) وساوثهامبتون (MD 2004) وروبرت جوردون (DSc 2004) وكينت (DSc 2007) وساوث بانك (DSc 2008) ولندن (DSc 2009) وبرايتون (DSc 2010) وباكنغهام (MD 2015).
ترأس شبكة الخلايا الجذعية الاسكتلندية من 2007 إلى 2011  كذلك مجموعة تنظيم التعليم العالي الأفضل من 2010 إلى 2012 وكان رئيسًا لجمعية دراسة التعليم الطبي (ASME) من 2009 إلى 2013، ثم كان رئيسًا لكلية الطب وهي منظمة تهدف إلى "التأكد من أن المريض هو محور الطب وجميع سياسات وأنظمة الرعاية الصحية"  من عام 2010 إلى عام 2015، كان إنشاء المنظمة مثيرًا للجدل حيث تم انتقاده في الجارديان  والمجلة الطبية البريطانية  بسبب صلات بمؤسسة الأمير للصحة المتكاملة وتعزيزها للطب التكميلي، ردت الكلية على منتقديها برسالة مفتوحة في المجلة الطبية البريطانية.
غرايم كاتو هو عضو مؤسس في مجلس ممارسي الرعاية الصحية في قطر ونائب رئيس أكاديمية الخبراء وراعي المجلس الطبي للكحول، كان عضوًا في لجنة المساعدة على الموت  وشارك في رئاسة فريق عمل حول أعداد طلاب الطب و طلاب طب الأسنان من 2010 إلى 2012، في بداية عام 2012 لمدة خمس سنوات أصبح رئيسًا لكل من مدرسة لاثالان  و Dignity in Dying وهي منظمة تسعى إلى إضفاء الشرعية على الانتحار بمساعدة البالغين المصابين بأمراض عضال.

## الحياة العائلية
تزوج كاتو منذ عام 1967 من جوان (née Sievewright) ولديهما طفلان.